# Al-Mitras
Zok al-Turkman  (tiếng tiếng Thổ Nhĩ Kỳ: Zok Türkmen, tiếng Ả Rập: ذوق التركمان, đã Latinh hoá: Zok al-Turkman) Hoặc Al-Mitras (tiếng Ả Rập: المتراس, cũng đánh vần là Mtrass) là một ngôi làng ở phía tây bắc Syria, một phần hành chính của Tỉnh Tartus, nằm ở phía đông nam của Tartus. Các địa phương gần đó bao gồm Marmarita và Zweitina ở phía đông, al-Zarah ở phía đông nam, al-Tulay'i ở phía tây nam, al-Sisiniyah ở phía tây và al-Bariqiyah ở phía bắc. Theo Cục Thống kê Trung ương Syria (CBS), al-Mitras có dân số 2.138 trong cuộc điều tra dân số năm 2004. Cư dân của nó chủ yếu là người Hồi giáo Sunni.